# Кіншаса
Кінша́са (лінг. Ville de Kinshasa), колишній Леопольдвіль (фр. Léopoldville) — столиця Демократичної Республіки Конго. Цей найбільший порт на лівому березі річки Конго (Заїр) — одне з найбільших міст на Африканському материку на південь від Сахари. Кіншаса розділяє з Йоганнесбургом третє місце за чисельністю населення серед міст Африки, після Лагоса й Каїра.
Навпроти розташоване місто Браззавіль, столиця Конго — це єдиний приклад у світі, коли дві столиці розташовані одна навпроти одної на різних берегах річки.
Хоча населення міста в 2009 році становило 10 076 099 осіб, 60 % його території — це слабозаселена сільська місцевість, котра, проте, потрапляє в адміністративні межі міста. Густонаселені міські райони займають лише невелику частину території на заході провінції.

## Історія

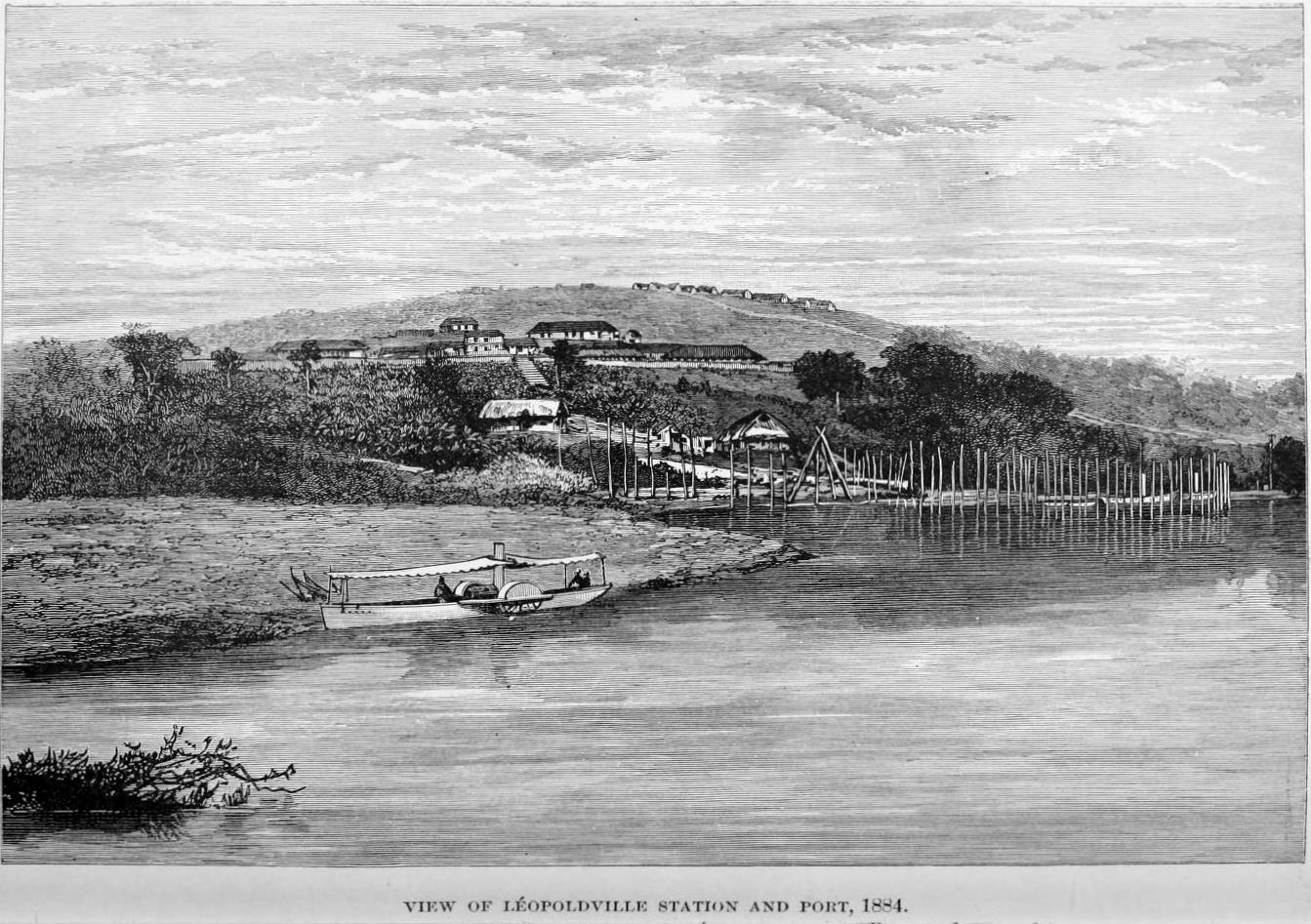
Вид станції та порту Леопольдвіль (1884 р.)

Кіншаса була заснована в 1881 році англійським першовідкривачем Генрі Мортоном Стенлі, який назвав новий торговельний центр Леопольдвіль — на честь короля Бельгії Леопольда II, який контролював велику територію, яка зараз є Демократичною Республікою Конго, причому навіть не як колонію, а як приватну власність. Місто процвітало як перший судноплавний порт на річці Конго вище водоспадів Лівінгстона, серії порогів понад 300 кілометрів завдовжки нижче Леопольдвілю. Спочатку всі товари, які прибувають з моря, або надсилаються до моря, переносилися носіями між Леопольдвілем і Матаді, портом, що стоїть нижче порогів і за 150 км від берега. Завершення волокової залізниці Матаді-Кіншаса в 1898 забезпечило більш швидкий та ефективний альтернативний шлях навколо порогів і викликало бурхливий розвиток Леопольдвілю. До 1920 року у місто перевели столицю Бельгійського Конго, перенісши її з міста Бома, що в естуарії Конго.
Зі звільненням країни від колоніальної залежності в 1960 році місто почало дуже швидко зростати.
У 1965 році Мобуту Сесе Секо, захопивши владу в Конго під час другого перевороту, почав проводити політику «африанізації» імен людей і назв місць у країні. У 1966 році Леопольдвіль був перейменований у Кіншасу за назвою села Кіншасса (Kinchassa), що колись стояло поруч з цим місцем. Місто швидко зростало за Мобуту, тому що люди з усієї країни приходили сюди в пошуках кращої долі, або щоб уникнути етнічних конфліктів в інших місцях. Це неминуче призвело до сильної зміни етнічного та мовного складу міста. Відтак, хоча воно й розташоване на території, яка традиційно належить людям етнічних груп Батеке (Bateke) та Багумбу (Bahumbu) людей, лінгвою-франка в Кіншасі сьогодні є лінгала.
У 1974 році в Кіншасі відбувся «Гуркіт в джунглях» — боксерський поєдинок між Мухаммедом Алі і Джорджем Форманом, у якому Алі переміг Формана і повернув собі титул чемпіона світу у важкій вазі.
Кіншаса сильно постраждала через надмірності Мобуту, масову корупцію, кумівство та громадянську війну, яка привела до його падіння. Тим не менш, вона як і раніше залишається великим культурним та інтелектуальним центром Центральної Африки, з процвітаючою спільнотою музикантів та митців. Це також великий промисловий центр країни, який переробляє багато природних ресурсів, які привозять з глибин країни.
У Кіншасі відбувся найперший документально зафіксований випадок інфікування інфекцією ВІЛ-1, який датується 1959 р., коли в законсервованому зразку крові місцевого жителя був виявлений цей вірус.

## Адміністрація

### Статус
Поруч з тим, що Кіншаса є столицею Демократичної Республіки Конго, з точки зору адміністративного статусу вона є як містом, так і провінцією, однією з 11 провінцій Демократичної Республіки Конго. Його статус, таким чином, схожий на статус Парижа, який є одночасно і містом, і одним із 101 департаменту Франції.

### Поділ
Місто-провінція Кіншаса розділена на чотири райони (округи), які поділяються на 24 комуни (муніципалітети). Комуна Кіншаса дала назву всьому місту, але комерційним та адміністративним серцем міста є комуна Гомбе.
| \| 24 комуни Кіншаси \| |              |
| Браззавіль Конго Заводь Малебо Затока Нґалієма Ґомбе Барумбу Кін. Лінґ. К.-В. Нґ.-Нґ. Кал. Банда- лунґва Кінтамбо Нґалієма Селембао Бумбу Макала Нґаба Лемба Лімет Матете Кінсенсо Мазіна Нджілі Кімбансеке Нселе Монт-Нґафула Нселе Малуку |              |
| Скорочення : Кіншаса (Кін.), Каза-Вубу (К.-В.), Лінґвала (Лінґ.), Нґірі-Нґірі (Нґ.-Нґ.) |              |
| 24 комуни Кіншаси | Стяг Кіншаси |

| Округ Фуна (фр. district de la Funa) - Бандалунґва (фр. Bandalungwa) - Бумбу (фр. Bumbu) - Каламу (фр. Kalamu) - Каза-Вубу (фр. Kasa-Vubu) - Макала (фр. Makala) - Нґірі-Нґірі (фр. Ngiri-Ngiri) - Селембао (фр. Selembao) | Округ Лукунґа (фр. district de la Lukunga) - Барумбу (фр. Barumbu) - Ґомбе (фр. Gombe) - Кіншаса (фр. Kinshasa) - Кінтамбо (фр. Kintambo) - Лінґвала (фр. Lingwala) - Монт-Нґафула (фр. Mont-Ngafula) - Нґалієма (фр. Ngaliema) |
| Округ Монт-Амба (фр. district du Mont Amba) - Кізенсо (фр. Kisenso) - Лемба (фр. Lemba) - Лімет (фр. Limete) - Матете (фр. Matete) - Нґаба (фр. Ngaba)                                                                     | Округ Тсанґу (фр. district de la Tshangu) - Кімбансеке (фр. Kimbanseke) - Малуку (фр. Maluku) - Мазіна (фр. Masina) - Нджілі (фр. Ndjili) - Нселе (фр. Nsele)                                                                   |

## Клімат
Клімат Кіншаси виражений субекваторіальний. Він має тривалий сезон дощів, який охоплює період з жовтня по травень і відносно короткий сухий сезон, який проходить в період з червня по вересень. У зв'язку з тим, що Кіншаса лежить на південь від екватора, її сухий сезон починається в період її «зимового» сонцестояння, котре відбувається у червні, на відміну від інших африканських міст далі на північ, розташованих у цьому кліматі, де сухий сезон зазвичай починається приблизно в січні. Сухий сезон Кіншаси трохи холодніший, ніж її вологий сезон, хоча температура залишається відносно постійною протягом усього року (середня температура січня — +26 °С, липня — +22,5 °С). Більш вираженою є різниця в опадах. Хоча цілий рік спека, але температура не піднімається вище +35 °С і не опускається нижче 15 °C.
| Клімат Кіншаси                             | Клімат Кіншаси | Клімат Кіншаси | Клімат Кіншаси | Клімат Кіншаси | Клімат Кіншаси | Клімат Кіншаси | Клімат Кіншаси | Клімат Кіншаси | Клімат Кіншаси | Клімат Кіншаси | Клімат Кіншаси | Клімат Кіншаси | Клімат Кіншаси |
| Показник                                   | Січ.           | Лют.           | Бер.           | Квіт.          | Трав.          | Черв.          | Лип.           | Серп.          | Вер.           | Жовт.          | Лист.          | Груд.          | Рік            |
| Абсолютний максимум, °C                    | 36             | 36             | 36             | 36             | 35             | 34             | 32             | 35             | 36             | 36             | 34             | 36             | 36             |
| Середній максимум, °C                      | 31             | 31             | 32             | 32             | 31             | 29             | 27             | 29             | 31             | 31             | 31             | 30             | 30             |
| Середній мінімум, °C                       | 21             | 22             | 22             | 22             | 22             | 19             | 18             | 18             | 20             | 21             | 22             | 21             | 21             |
| Абсолютний мінімум, °C                     | 18             | 18             | 18             | 19             | 18             | 15             | 14             | 14             | 16             | 15             | 17             | 17             | 14             |
| Середня кількість сонячних годин на місяць | 124            | 140            | 155            | 150            | 155            | 120            | 124            | 155            | 120            | 155            | 150            | 124            | 1672           |
| Норма опадів, мм                           | 135            | 145            | 196            | 196            | 159            | 8              | 3              | 3              | 30             | 119            | 222            | 142            | 1358           |
| Днів з дощем                               | 11             | 11             | 12             | 16             | 12             | 1              | 0              | 1              | 5              | 11             | 16             | 15             | 111            |
| ------------------------------------------ | -------------- | -------------- | -------------- | -------------- | -------------- | -------------- | -------------- | -------------- | -------------- | -------------- | -------------- | -------------- | -------------- |
| Джерело: BBC Weather                       |                |                |                |                |                |                |                |                |                |                |                |                |                |

## Чисельність населення
Населення Кіншаси становило 4,6 млн жителів на 1994 рік, 7 787 832 жителів на 1 січня 2005.
| Рік  | Населення |
| ---- | --------- |
| 1920 | 1600      |
| 1936 | 40 300    |
| 1938 | 35 900    |
| 1939 | 42 000    |
| 1947 | 126 100   |
| 1957 | 299 800   |
| 1959 | 402 500   |
| 1967 | 901 520   |
| 1968 | 1 052 500 |

| Рік  | Населення          |
| ---- | ------------------ |
| 1970 | 1 323 039          |
| 1974 | 1 990 700          |
| 1976 | 2 443 900          |
| 1984 | 2 664 309          |
| 1991 | 3 804 000          |
| 1994 | 4 655 313          |
| 2003 | 6 786 000          |
| 2008 | 9 500 000          |
| 2015 | близько 14 000 000 |

### Мови спілкування
Населення Кіншаси складається з людей з усіх куточків Конго, з інших країн Африки і всього світу, відтак в місті розмовляють багатьма мовами, як у будь-якому іншому космополітичному місті. Найважливіші мови відображають склад населення. Так, французькою, офіційною мовою, в 2010 році говорили 92 % жителів Кіншаси (87 % в 2008). Вона використовується в торгівлі, управлінні та навчанні. Більшість документів написані по-французьки. Це також основна мова засобів масової інформації. Основною мовою міста, проте, залишається лінгала, і часто кіншасці говорять нею краще, ніж французькою. Це мова поп-культури, музики, церкви, народного театру, армії і національної поліції ще з колоніальних часів. Лінгала, що вже була мовою міжнаціонального спілкування до та під час колоніального періоду на північ від річки, стала мовою більшості, оскільки багато кіншасців походять з районів, де лінгала вже була міжнаціональною мовою. Вона замінила кіконго як основна мова в регіоні. Більшість дітей говорять лінгалою, яка згодом витісняє мову племен їх батьків.
Також у місті існують громади вихідців із заходу, сходу та південного сходу і з центру країни, які спілкуються на кіконго, суахілі та чілубі відповідно.

## Економіка
У столиці розвинені текстильна, харчова, хімічна галузі промисловості, деревообробка, машинобудування й металообробка. Тут розташовані мото- і велозаводи, суднобудівні й судноремонтні верфі, підприємства промисловості будматеріалів. У районі Малупу працює металургійний комплекс. Є міжнародний аеропорт.
Хоча Кіншаса розташована на березі великої африканської річки на відстані 514 кілометрів від Атлантичного океану, жваве річкове судноплавство не досягає океану, тому що цьому перешкоджають великі водоспади, розташовані нижче за течією річки. Тисячі пасажирів водного транспорту, що прибувають із глибинних районів материка, пересідають у Кіншасі на залізничний, авто- або авіатранспорт.

## Інфраструктура
Основними місцями міста є штаб-квартира Організації Африканської Єдності, будинок уряду Демократичної Республіки Конго, район Матонґе, відомий своїм нічним життям, будівля Міністерства транспорту і житловий район Ґомбе.
Примітними у місті також є хмарочоси Созаком Біндінґ і Готель Мемлінга, центральний ринок, Кіншаський музей і Кіншаська Академії витончених мистецтв. Бульвар 30 червня (фр. Boulevard du 30 Juin) поєднує основні райони міста. У Кіншасі розташований національний стадіон країни, Стад де Мартір (фр. Stade des Martyrs, стадіон мучеників).
Центр міста має цілком європейський вигляд. На тлі сучасних будинків виділяється кафедральний собор св. Ганни, побудований в 1919 році в неоготичному стилі й оточений парком з комплексом будинків того ж стилю. Прекрасний вид на місто і його околиці відкривається з гори Нгалієма. У місті багато готелів, найоригінальнішим з яких є «Окапі», що складається з одноповерхових будиночків, з'єднаних критими галереями. У Кіншасі знаходяться Національний університет і Національна академія образотворчих мистецтв. Інтерес для туристів представляє музей місцевого побуту.
Незважаючи на сучасний вид багатоповерхових будинків у центрі міста й у багатих житлових районах, для міста характерні ті ж проблеми, що й для більшості постколоніальних міст. Половина жителів столиці молодші 15 років, а третина населення живе в нетрях. Економічний центр щороку залучає велику кількість бідняків з інших районів країни. Це веде до збільшення кількості безробітних і бездомних, недостачі продовольства, заторів на вулицях. Проте, Кіншаса залишається адміністративним, культурним й інтелектуальним центром республіки, відомим своїми значними колекціями традиційного африканського мистецтва.

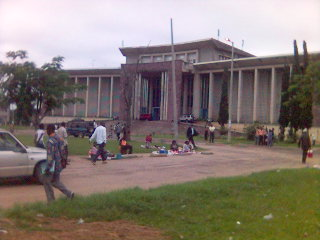
Ректорат Університету Кіншаси.

В Кіншасі розташовані навчальні заклади вищого рівня, що охоплюють широкий спектр спеціальностей, від цивільного будівництва до медсестринства та журналістики. Так, у місті знаходяться більше п'ятдесяти великих університетів і шкіл мистецтв, з яких 11 державних та 40 приватних. Серед них:
- Університет Кіншаси (фр. Université de Kinshasa[fr])
- Національний педагогічний університет (фр. Université pédagogique nationale[fr])
- Протестантський університет Конго (фр. Université protestante du Congo[fr])
- Вільний університет Кіншаси (фр. Université libre de Kinshasa[fr])
- Вищий інститут комерції (фр. Institut supérieur de commerce[fr])
- Вищий інститут статистики (фр. Institut supérieur de statistiques de Kinshasa[fr])
- Центр Навчання Здоров'я (CEFA) (фр. Centre de Formation et d'Appui Sanitaire)[18]

У травні 1997 року президент Мобуту Сесе Секо був відсторонений від влади в результаті перевороту, очоленого Лораном Кабілою. Мобуту правив країною понад 30 років. Це він перейменував Демократичну Республіку Конго в Заїр у 1971 році. Тисячі громадян вийшли на вулиці столиці, щоб відсвяткувати відсторонення від влади Мобуту, який повністю зруйнував інфраструктуру країни. Одним з перших рішень Кабіли на посту президента було повернути державі колишню назву.

## Заповідники

### Лола-я-бонобо

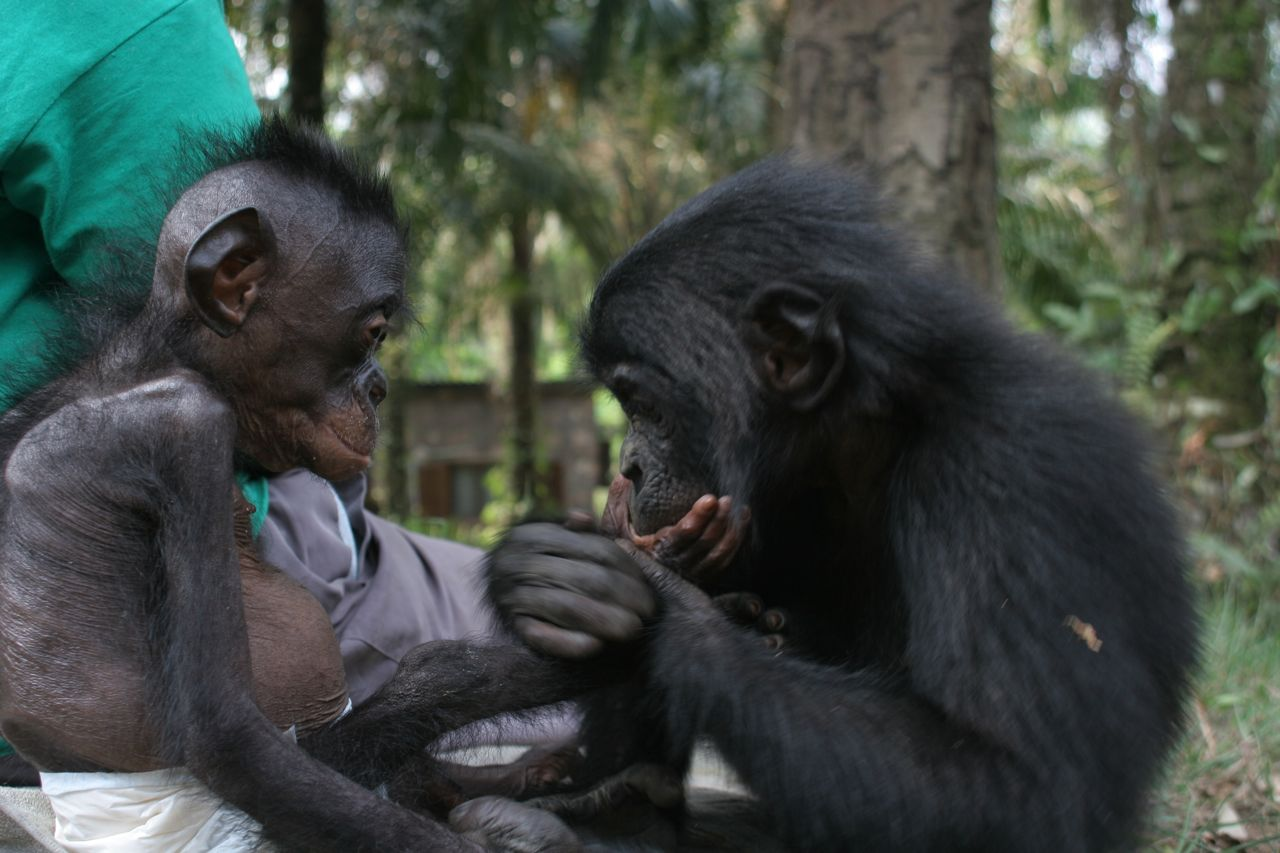
Лола-я-Бонобо — єдиний у світі розплідник для осиротілих бонобо.

Заснований Клодін Андре в 1994 році, Лола-я-Бонобо (англ. Lola ya Bonobo) є єдиним у світі розплідником для осиротілих дитинчат бонобо. У 2002 році заповідник був перенесений на територію Les Petites Chutes de la Lukaya (малі водоспади Лукайї), що лежить недалеко за межами Кіншаси. Лінґалою, основною мовою Кіншаси, Лола-я-Бонобо (Lola ya Bonobo) означає «рай для бонобо». У 2008 році Лола-я-Бонобо був домом для 60 бонобо, які живуть на 30 гектарах диких лісів.
Хоча бонобо тут знаходяться в неволі, вони живуть у середовищі, схожому на дику природу. Вони можуть годуватися з десятків їстівних рослин і плодових дерев, боротися за можливість спарюватися і навчитися уникати небезпек, таких, як наступати на отруйних змій так само, як вони мали б це робити в дикій природі. В результаті, бонобо в розпліднику Лола-я-Бонобо, що живуть у своєму лісовому мікросвіті, проявляють всі риси поведінки, що спостерігаються у диких бонобо, а також деякі види поведінки, такі як застосування інструментів, які не спостерігалися в дикій природі.

## Міста-побратими
- Браззавіль, Республіка Конго
- Брюссель, Бельгія (з 2002 року)
- Дакар, Сенегал
- Тегеран, Іран
- Утрехт, Нідерланди
- Анкара, Туреччина

## Відомі кіншасці
- Девід Норіс[en] — ірландський сенатор, захисник громадянських прав
- Дідьє Ілунга-Мбенга[fr] — бельгійський баскетболіст
- Клод Макелеле — французький футболіст
- Стів Манданда — французький футболіст